# Ibrahim Afellay
Ibrahim Afellay (en tifinagh : ⵉⴱⵕⴰⵀⵉⵎ ⴰⴼⵍⴰⵢ), né le 2 avril 1986 à Utrecht aux Pays-Bas, est un ancien footballeur international néerlandais, évoluant au poste de milieu offensif.

## Biographie

### Enfance
D'origine Marocain, les parents d'Ibrahim arrivent aux Pays-Bas dans les années 60' en provenance d'Al Hoceïma, une ville dans les montagnes du Rif au nord du Maroc. Ibrahim Afellay naît à Utrecht et grandit dans le quartier d'Overvecht.

### Carrière en clubs

#### PSV Eindhoven

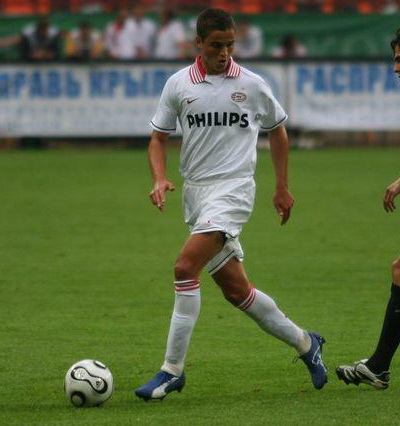
Ibrahim Afellay au PSV.

Les parents d'Ibrahim arrivent aux Pays-Bas dans les années 60' en provenance d'Al Hoceïma. Ibrahim Afellay naît à Utrecht et grandit dans le quartier d'Overvecht. Il a été formé au centre de formation du PSV Eindhoven qui l'a repéré à l'âge de 10 ans. Il est le pur produit du centre de formation d’un club avec lequel il fait ses débuts professionnels à 17 ans en Coupe des Pays-Bas face au NAC Breda. Dix jours plus tard, il joue son premier match en championnat face au FC Twente. "De Kleine Prins" est alors considéré comme le plus grand espoir du football néerlandais. Pendant la saison 2004-2005, Afellay est titulaire à sept reprises, et consolide sa place en équipe première lors de la saison 2005-2006. Dès lors il dispute un minimum de 23 matches par saison, et inscrit notamment 13 buts lors de la saison 2008-2009. Des pépins physiques ont contrarié entre-temps sa progression. Mais la frustration est oubliée, car c'est un joueur qui est sûr de sa force, humble et lucide.

#### FC Barcelone
Le PSV Eindhoven souhaitait impérativement vendre son joueur, avant expiration de son contrat en juin 2011, pour ne pas le céder gratuitement l'été suivant. De nombreux clubs européens sont intéressés, mais c'est finalement le FC Barcelone qui se montre le plus convaincant.
Le 16 novembre 2010, le FC Barcelone officialise le transfert du joueur en vue du mercato de janvier 2011.
Après avoir tout gagné aux Pays-Bas, et ayant engrangé de l’expérience en Ligue des champions et en Ligue Europa, Afellay s'engage avec le Barça jusqu'en 2015 pour 3 millions d'euros. La clause libératoire s'élève à 100 millions d'euros. Ibrahim Afellay devient ainsi le dix-neuvième joueur néerlandais, le septième issu du PSV et le premier d'origine marocaine à porter le maillot blaugrana.
La présentation d'Ibrahim Afellay a lieu le 24 décembre 2010 au Camp Nou. Il dispute son premier match avec le Barça le 5 janvier 2011 lors des 1/8e de finale retour de la Coupe d'Espagne en rentrant sur le terrain à la place de David Villa à quelques minutes de la fin.
Il marque son premier but avec le Barça le 2 février 2011 lors de la demi-finale retour de la Coupe du Roi face à Almeria (0-3).
Le 27 avril 2011, il offre une passe décisive à Lionel Messi lors du match aller de demi-finale de la Ligue des champions, où le Barça s'impose 2-0 sur la pelouse du Santiago Bernabéu.
Le 22 septembre 2011, Ibrahim Affelay se rompt le ligament croisé antérieur du genou gauche lors d'un entraînement. Son indisponibilité dure sept mois.
Le dimanche 29 avril 2012, il effectue son retour sous le maillot blaugrana en remplaçant Sergio Busquets a la 72e minute de jeu.
Il joue son dernier match avec le Barça le 12 mai 2012 face au Betis avant d'être prêté une saison à Schalke 04.

#### Schalke 04
Après avoir été l'objet de rumeurs de plusieurs transferts, notamment au Lille OSC, il est prêté par le FC Barcelone au club allemand de Schalke 04 le 30 août 2012. Mais le club blaugrana a décidé que le joueur serait bientôt de retour en Catalogne à savoir dès la fin de saison 2012-2013.
Le 10 novembre 2012, malgré un bon début de saison, "Ibi" se blesse gravement et restera indisponible pendant 14 mois.

#### Retour au FC Barcelone
Le 26 janvier 2014, après plus d'une année d'absence en raison d'une blessure ischio-jambiers, Ibrahim Afellay fait son retour sur les terrains lors de la 21e journée de championnat contre Málaga au Camp Nou où le public lui réserve une grande ovation.

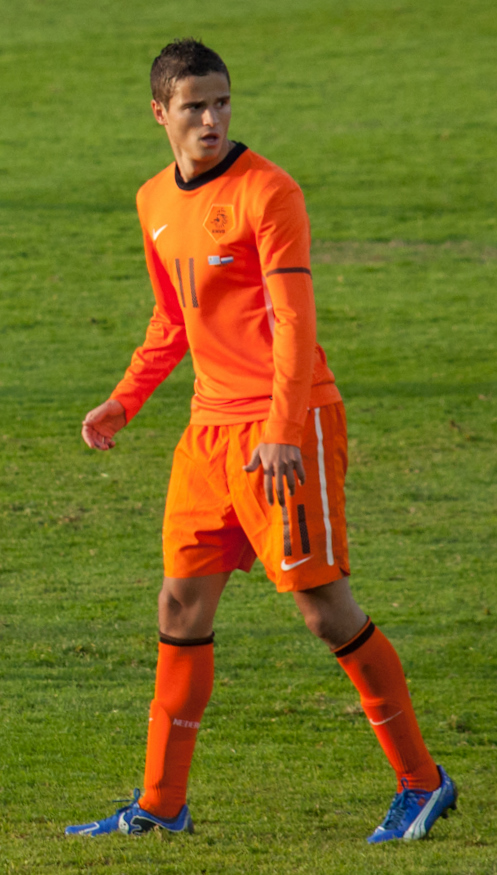
Ibrahim Afellay avec les Pays-Bas.

#### Olympiakos
Ne s'imposant pas au Barça, le club catalan le prête une nouvelle fois, ce coup-ci à l'Olympiakos pour une durée d'une saison. Son contrat avec Barcelone prend fin en juin 2015.

#### Stoke City
Le 27 juillet 2015, libre de tout contrat, il s'engage pour deux ans avec Stoke City. Le 28 janvier 2019, Stoke City annonce la résiliation de son contrat d'un « commun accord » avec le joueur.

#### PSV Eindhoven et retraite
Libre depuis son départ de Stoke, le milieu offensif tente de se relancer au PSV Eindhoven. Revenu depuis mars dans la ville, le milieu offensif a paraphé un contrat d'un an avec son club formateur.
Sans club depuis la fin de son contrat au PSV Eindhoven en 2020, il décide de mettre un terme à sa carrière, à l’âge de 34 ans.

### Carrière en sélection nationale

#### Entre le Maroc et les Pays-Bas
À la suite de la nouvelle réglementation FIFA sur le choix de sa future équipe nationale A, Ibrahim Afellay a choisi son pays natal, les Pays-Bas, au détriment du Maroc, pays d'origine de ses parents.
En mars 2007 dans un entretien à la chaîne nationale néerlandaise, Afellay annonce son choix de représenter la sélection néerlandaise au plus haut niveau. Il avouera par la suite que les conseils de son mentor Philip Cocu et de son modèle Johan Cruyff l'ont convaincu de rejoindre l'équipe néerlandaise.

#### Débuts avec les Pays-Bas
Marco van Basten le titularise lors de sa première sélection au poste de meneur de jeu des Oranje le 28 mars 2007 contre la Slovénie.
Ibrahim Afellay participe à la Coupe du monde 2010 et arrive jusqu'en finale, perdue par les Oranjes, contre les Espagnols sur le score d'un but à zéro après la prolongation, grâce à Andrés Iniesta. Ayant également participé à l'Euro 2008 et à l'Euro 2012, le sélectionneur Louis van Gaal ne le retient pas pour la Coupe du monde 2014.

## Statistiques
| Saison                | Club                  | Championnat           | Championnat | Championnat | Championnat | Coupe(s) nationale(s) | Coupe(s) nationale(s) | Coupe(s) nationale(s) | Supercoupe | Supercoupe | Supercoupe | Compétition(s) continentale(s) | Compétition(s) continentale(s) | Compétition(s) continentale(s) | Compétition(s) continentale(s) | Total | Total | Total |
| Saison                | Club                  | Division              | M.          | B.          | P.d.        | M.                    | B.                    | P.d.                  | M.         | B.         | P.d.       | Comp.                          | M.                             | B.                             | P.d.                           | M.    | B.    | P.d.  |
| 2003-2004             | PSV Eindhoven         | Eredivisie            | 2           | 0           | 0           | 1                     | 0                     | 0                     | -          | -          | -          | -                              | -                              | -                              | -                              | 3     | 0     | 0     |
| 2004-2005             | PSV Eindhoven         | Eredivisie            | 7           | 2           | 0           | 2                     | 0                     | 0                     | -          | -          | -          | -                              | -                              | -                              | -                              | 9     | 2     | 0     |
| 2005-2006             | PSV Eindhoven         | Eredivisie            | 23          | 2           | 0           | 2                     | 0                     | 0                     | 1          | 0          | 0          | C1                             | 8                              | 0                              | 0                              | 34    | 2     | 0     |
| 2006-2007             | PSV Eindhoven         | Eredivisie            | 27          | 6           | 0           | 2                     | 0                     | 0                     | -          | -          | -          | C1                             | 5                              | 0                              | 0                              | 34    | 6     | 0     |
| 2007-2008             | PSV Eindhoven         | Eredivisie            | 24          | 2           | 0           | -                     | -                     | -                     | 1          | 0          | 0          | C1+C3                          | 3+5                            | 0+0                            | 0+2                            | 33    | 2     | 2     |
| 2008-2009             | PSV Eindhoven         | Eredivisie            | 28          | 13          | 3           | 1                     | 0                     | 0                     | 1          | 0          | 0          | C1                             | 4                              | 0                              | 0                              | 34    | 13    | 3     |
| 2009-2010             | PSV Eindhoven         | Eredivisie            | 29          | 4           | 5           | 4                     | 1                     | 1                     | -          | -          | -          | C3                             | 11                             | 1                              | 1                              | 44    | 6     | 7     |
| 2010-2011             | PSV Eindhoven         | Eredivisie            | 19          | 7           | 4           | 1                     | 0                     | 0                     | -          | -          | -          | C3                             | 6                              | 1                              | 1                              | 26    | 8     | 5     |
| Sous-total            | Sous-total            | Sous-total            | 159         | 36          | 12          | 13                    | 1                     | 1                     | 3          | 0          | 0          | -                              | 42                             | 2                              | 4                              | 217   | 39    | 17    |
| 2010-2011             | FC Barcelone          | Liga                  | 16          | 1           | 0           | 6                     | 1                     | 0                     | -          | -          | -          | C1                             | 6                              | 0                              | 1                              | 28    | 2     | 1     |
| 2011-2012             | FC Barcelone          | Liga                  | 4           | 0           | 0           | -                     | -                     | -                     | -          | -          | -          | C1                             | 1                              | 0                              | 0                              | 5     | 0     | 0     |
| 2013-2014             | FC Barcelone          | Liga                  | 1           | 0           | 0           | 1                     | 0                     | 0                     | -          | -          | -          | C1                             | -                              | -                              | -                              | 2     | 0     | 0     |
| Sous-total            | Sous-total            | Sous-total            | 21          | 1           | 0           | 7                     | 1                     | 0                     | -          | -          | -          | -                              | 7                              | 0                              | 1                              | 35    | 2     | 1     |
| 2012-2013             | Schalke 04 (prêt)     | Bundesliga            | 10          | 2           | 0           | 1                     | 1                     | 0                     | -          | -          | -          | C1                             | 4                              | 1                              | 1                              | 15    | 4     | 1     |
| Sous-total            | Sous-total            | Sous-total            | 10          | 2           | 0           | 1                     | 1                     | 0                     | -          | -          | -          | -                              | 4                              | 1                              | 1                              | 15    | 4     | 1     |
| 2014-2015             | Olympiakos (prêt)     | SuperLeague           | 19          | 4           | 1           | 2                     | 0                     | 0                     | -          | -          | -          | C1+C3                          | 6+2                            | 2+0                            | 1+0                            | 29    | 6     | 2     |
| Sous-total            | Sous-total            | Sous-total            | 19          | 4           | 1           | 2                     | 0                     | 0                     | -          | -          | -          | -                              | 8                              | 2                              | 1                              | 29    | 6     | 2     |
| 2015-2016             | Stoke City            | P.League              | 31          | 2           | 2           | 5                     | 1                     | 0                     | -          | -          | -          | -                              | -                              | -                              | -                              | 36    | 3     | 2     |
| 2016-2017             | Stoke City            | P.League              | 12          | 0           | 0           | 1                     | 0                     | 0                     | -          | -          | -          | -                              | -                              | -                              | -                              | 13    | 0     | 0     |
| 2017-2018             | Stoke City            | P.League              | 6           | 0           | 0           | -                     | -                     | -                     | -          | -          | -          | -                              | -                              | -                              | -                              | 6     | 0     | 0     |
| 2018-2019             | Stoke City            | Championship          | -           | -           | -           | -                     | -                     | -                     | -          | -          | -          | -                              | -                              | -                              | -                              | 0     | 0     | 0     |
| Sous-total            | Sous-total            | Sous-total            | 49          | 2           | 2           | 6                     | 1                     | 0                     | -          | -          | -          | -                              | -                              | -                              | -                              | 55    | 3     | 2     |
| 2019-2020             | PSV Eindhoven         | Eredivisie            | 3           | 0           | 1           | 1                     | 0                     | 0                     | -          | -          | -          | C1                             | -                              | -                              | -                              | 4     | 0     | 1     |
| Sous-total            | Sous-total            | Sous-total            | 3           | 0           | 1           | 1                     | 0                     | 0                     | -          | -          | -          | -                              | -                              | -                              | -                              | 4     | 0     | 1     |
| Total sur la carrière | Total sur la carrière | Total sur la carrière | 261         | 45          | 16          | 30                    | 4                     | 1                     | 3          | 0          | 0          | -                              | 61                             | 5                              | 4                              | 355   | 54    | 21    |

## Statistiques en équipe nationale
| Equipe nationale                | Année | Matchs | Buts |
| ------------------------------- | ----- | ------ | ---- |
| Équipe des Pays-Bas de football | 2007  | 1      | 0    |
| Équipe des Pays-Bas de football | 2008  | 13     | 0    |
| Équipe des Pays-Bas de football | 2009  | 5      | 0    |
| Équipe des Pays-Bas de football | 2010  | 12     | 2    |
| Équipe des Pays-Bas de football | 2011  | 5      | 1    |
| Équipe des Pays-Bas de football | 2012  | 8      | 2    |
| Équipe des Pays-Bas de football | 2013  | 0      | 0    |
| Équipe des Pays-Bas de football | 2014  | 4      | 1    |
| Équipe des Pays-Bas de football | 2015  | 3      | 0    |
| Équipe des Pays-Bas de football | 2016  | 2      | 1    |
| Total Carrière                  | Total | 53     | 7    |

### Buts en sélection
| Buts en sélection de Ibrahim Affelay | Buts en sélection de Ibrahim Affelay | Buts en sélection de Ibrahim Affelay | Buts en sélection de Ibrahim Affelay | Buts en sélection de Ibrahim Affelay | Buts en sélection de Ibrahim Affelay | Buts en sélection de Ibrahim Affelay |
| #                                    | Date                                 | Lieu                                 | Adversaire                           | Score                                | Résultats                            | Compétitions                         |
| ------------------------------------ | ------------------------------------ | ------------------------------------ | ------------------------------------ | ------------------------------------ | ------------------------------------ | ------------------------------------ |
| 1                                    | 12 octobre 2010                      | Amsterdam ArenA, Amsterdam           | Suède                                | 2-0                                  | 4-1                                  | Éliminatoires Euro 2012              |
| 2                                    | 12 octobre 2010                      | Amsterdam ArenA, Amsterdam           | Suède                                | 4-0                                  | 4-1                                  | Éliminatoires Euro 2012              |
| 3                                    | 25 mars 2011                         | Stade Ferenc Puskás, Budapest        | Hongrie                              | 2-0                                  | 4-0                                  | Éliminatoires Euro 2012              |
| 4                                    | 2 juin 2012                          | Amsterdam ArenA, Amsterdam           | Irlande du Nord                      | 4-0                                  | 6-0                                  | Match amical                         |
| 5                                    | 2 juin 2012                          | Amsterdam ArenA, Amsterdam           | Irlande du Nord                      | 5-0                                  | 6-0                                  | Match amical                         |
| 6                                    | 10 octobre 2014                      | Amsterdam ArenA, Amsterdam           | Kazakhstan                           | 2-1                                  | 3-1                                  | Éliminatoires Euro 2016              |
| 7                                    | 25 mars 2016                         | Amsterdam ArenA, Amsterdam           | France                               | 2-2                                  | 2-3                                  | Match amical                         |

## Palmarès

### Équipe des Pays-Bas
- Coupe du monde
  - Finaliste: 2010

### PSV Eindhoven
- Championnat des Pays-Bas (4) :
  - Champion: 2005, 2006, 2007 et 2008

- KNVB-Beker (1) :
  - Vainqueur: 2005
  - Finaliste: 2006

- Supercoupe des Pays-Bas (1) :
  - Vainqueur: 2008
  - Finaliste: 2005, 2006 et 2007

### FC Barcelone
- Ligue des champions (1) :
  - Vainqueur: 2011

- Championnat d'Espagne (1) :
  - Champion: 2011

- Copa del Rey (1) :
  - Vainqueur: 2012
  - Finaliste: 2011

- Supercoupe d'Espagne (2) :
  - Vainqueur: 2011 et 2013

- Supercoupe d'Europe (1) :
  - Vainqueur: 2011

- Coupe du monde des clubs (1) :
  - Vainqueur: 2011

### Olympiakos
- Championnat de Grèce (1)
  - Champion: 2015

## Distinctions personnelles
- Élu meilleur espoir néerlandais en 2007.